# Box of Tricks
Box of Tricks é uma coleção da banda britânica de rock Queen. Foi lançado em 1992, contendo vários materiais da banda, como a compilação The 12" Collection, pôsteres, camiseta, uma versão do álbum Live at the Rainbow '74 (que oficialmente seria lançado apenas em 2014), e outros materiais.